# سيلا سو
سيلا سو (بالفرنسية: Sylla Sow)‏ (8 أغسطس 1996 بهولندا - ) هو لاعب كرة قدم هولندي في مركز الجناح في نادي النجمة السعودي.

## روابط خارجية
- سيلا سو على موقع قاعدة بيانات كرة القدم.إي يو (الإنجليزية)
- سيلا سو على موقع Soccerbase.com (لاعب) (الإنجليزية)
- سيلا سو على موقع Soccerway.com (الإنجليزية)
- سيلا سو على موقع عالم كرة القدم.نت (الإنجليزية)